# Love Beach
Love Beach — седьмой студийный альбом английской группы Emerson, Lake & Palmer, вышедший в ноябре 1978 года. Переиздавался в 2011 и 2017 годах с добавлением бонус-треков.

## Об альбоме
После концертного турне 1977-78 годов группа обсуждала свой следующий шаг. Кит Эмерсон заявил, что для продолжения существования группы «придётся многое сократить», и рассмотрел возможность создания музыки, использующей только фортепиано, бас-гитару и ударные. Поскольку по условиям контракта со звукозаписывающей компанией группа была обязана записать ещё один студийный альбом, участники переехали в дом Эмерсона недалеко от Нассау на Багамских островах, где и записала альбом в местной студии (Compass Point Studios). Грег Лейк не выполнил свои продюсерские обязанности, оставив Эмерсону завершить работу над альбомом самостоятельно, когда запись была завершена и остальные участники группы вернулись домой.
Альбом был очень прохладно встречен критиками. Сама группа дистанцировалась от него, объяснив, что альбом был выпущен лишь для выполнения контрактных обязательств перед звукозаписывающей компанией. Питер Синфилд указан как автор текстов большинства композиций, за исключением инструментальной «Canario», которая основана на песне «Fantasía para un gentilhombre» испанского композитора Хоакина Родриго.
После выпуска Love Beach группа прекратила своё существование до воссоединения, состоявшегося в 1992 году.

## Список композиций
| №  | Название                                     | Автор(ы)                              | Длительность |
| -- | -------------------------------------------- | ------------------------------------- | ------------ |
| 1. | «All I Want Is You»                          | Грег Лейк, Питер Синфилд              | 2:33         |
| 2. | «Love Beach»                                 | Грег Лейк, Питер Синфилд              | 2:43         |
| 3. | «Taste of My Love»                           | Грег Лейк, Питер Синфилд              | 3:30         |
| 4. | «The Gambler»                                | Кит Эмерсон, Грег Лейк, Питер Синфилд | 3:20         |
| 5. | «For You»                                    | Грег Лейк, Питер Синфилд              | 4:25         |
| 6. | «Canario» (из Fantasía para un gentilhombre) | Хоакин Родриго                        | 3:57         |

| №  | Название | Автор(ы)                   | Длительность |
| -- | --- | -------------------------- | ------------ |
| 1. | «Memoirs of an Officer and a Gentleman» - a. «Prologue/The Education of a Gentleman» - b. «Love at First Sight» - c. «Letters from the Front» - d. «Honourable Company (A March)» | Кит Эмерсон, Питер Синфилд | 20:12        |

Бонус-треки издания 2011 года
1. «Canario (Rehearsal 1978)» — 4:35
2. «Taste of My Love (Rehearsal 1978)» — 3:02
3. «Letters from the Front (Rehearsal 1978)» — 8:50

2017 Deluxe Edition
| №   | Название | Автор(ы)                              | Длительность |
| --- | --- | ------------------------------------- | ------------ |
| 8.  | «All I Want is You» (1978 alternative mix)                                                                                             | Грег Лейк, Питер Синфилд              |              |
| 9.  | «Taste of My Love» (1978 alternative mix)                                                                                              | Грег Лейк, Питер Синфилд              |              |
| 10. | «The Gambler» (1978 alternative mix)                                                                                                   | Кит Эмерсон, Грег Лейк, Питер Синфилд |              |
| 11. | «For You» (1978 alternative mix) | Грег Лейк, Питер Синфилд              |              |
| 12. | «Letters from the Front» (1978 alternative mix) (incorrectly identified on CD and download editions as "Honourable Company (A March)") | Кит Эмерсон, Питер Синфилд            |              |
| 13. | «Canario» (1978 rehearsal outtake) | Хоакин Родриго                        |              |
| 14. | «Letters from the Front» (1978 rehearsal outtake) (correctly identified)                                                               | Кит Эмерсон, Питер Синфилд            |              |
| 15. | «Prologue / The Education of a Gentleman» (1978 rehearsal outtake)                                                                     | Кит Эмерсон, Питер Синфилд            |              |

## Участники записи
- Кит Эмерсон — клавишные
- Грег Лейк — вокал, гитары, тексты
- Карл Палмер — ударные

## Позиции в хит-парадах
Еженедельные чарты:
| Чарт (1978—1979)                 | Высшая позиция | Пребывание |
| -------------------------------- | -------------- | ---------- |
| Австралия (Kent Music Report)    | 82             | нет данных |
| Великобритания (UK Albums Chart) | 48             | 4 недели   |
| Канада (RPM Albums Chart)        | 52             | 7 недель   |
| США (Billboard 200)              | 55             | 9 недель   |

## Сертификации
| Регион                                                      | Сертификация | Продажи  |
| ----------------------------------------------------------- | ------------ | -------- |
| Великобритания (BPI)                                        | Серебряный   | 60 000^  |
| США (RIAA)                                                  | Золотой      | 500 000^ |
| ^ Данные о тиражах приведены только на основе сертификации. |              |          |